# Doryctes fasciatipennis
Doryctes fasciatipennis är en stekelart som beskrevs av Granger 1949. Doryctes fasciatipennis ingår i släktet Doryctes och familjen bracksteklar. Inga underarter finns listade i Catalogue of Life.